# Victoria Coach Station

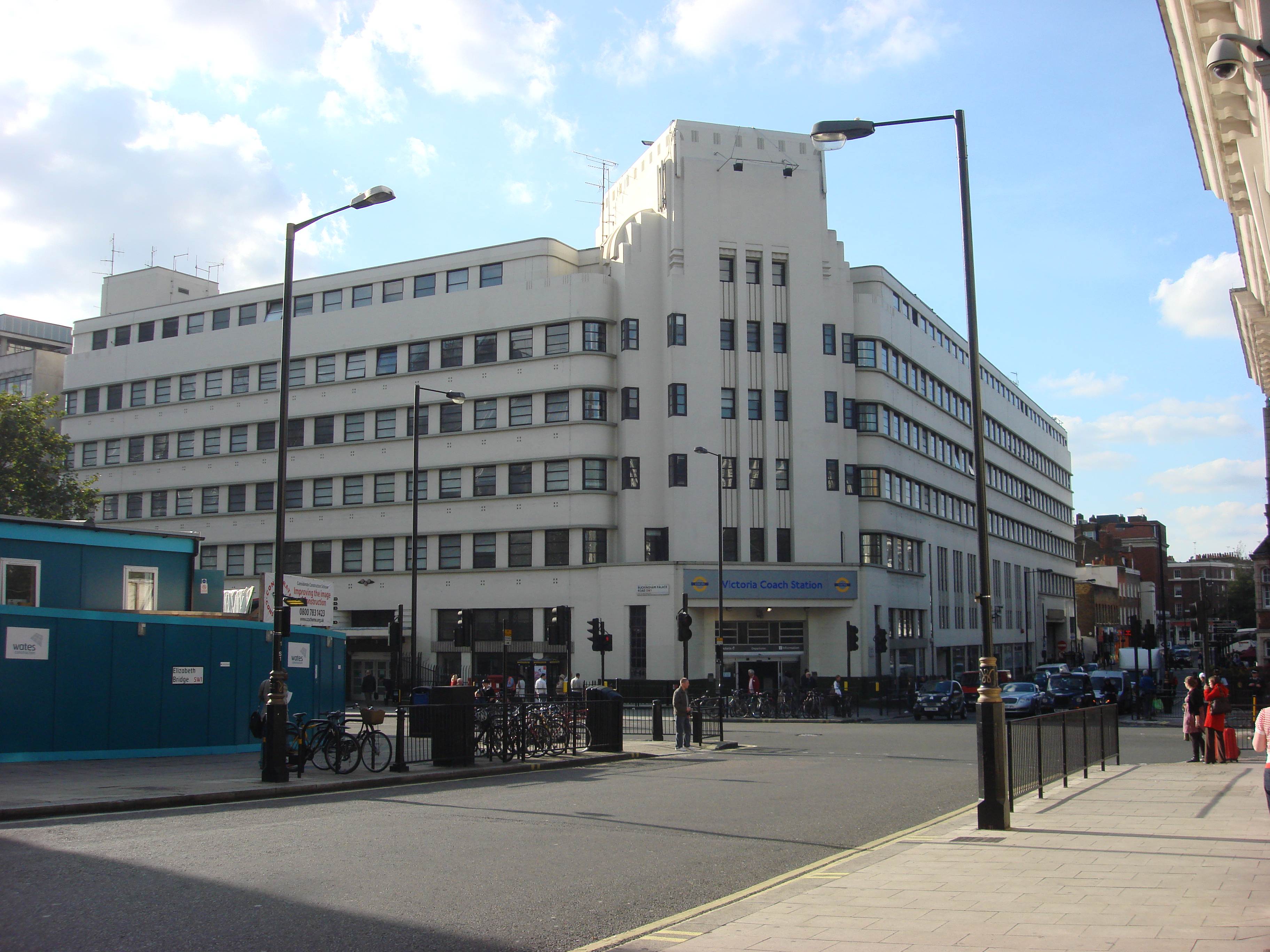
Außenansicht

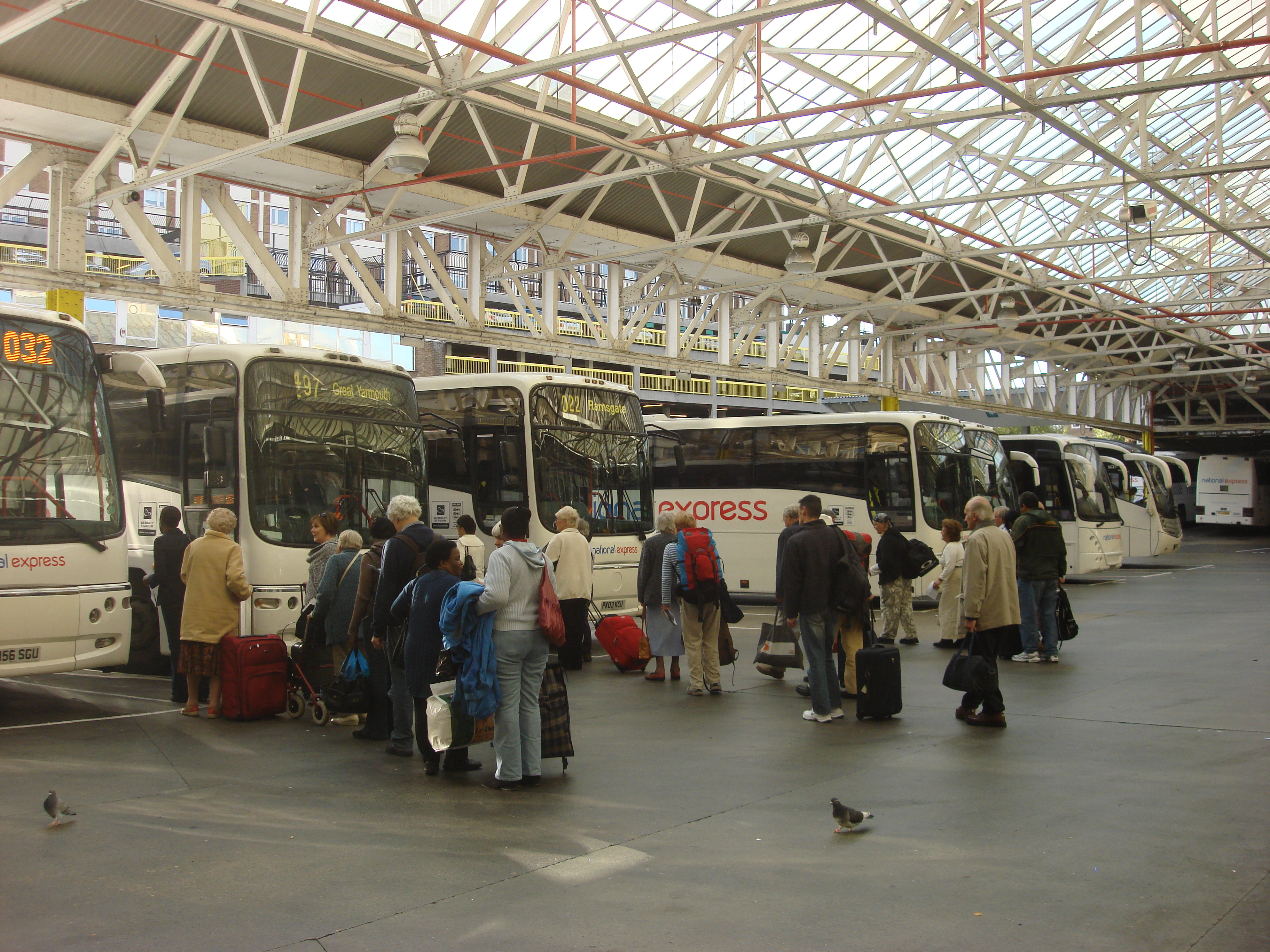
Wartende Busfahrgäste

Die Victoria Coach Station ist der zentrale Busbahnhof in London, der von Überlandbussen und Fernbuslinien angefahren wird. Er befindet sich im Stadtteil Belgravia an der Buckingham Palace Road, etwas südlich des Bahnhofs Victoria.
Verwaltet wird der Busbahnhof von der Victoria Coach Station Ltd., einer Abteilung der Verkehrsgesellschaft Transport for London. Er besteht aus getrennten Ankunfts- und Abfahrtsterminals, die sich beidseits der Nebenstraße Elizabeth Street befinden. Das Hauptgebäude für die Abfahrt umfasst Lebensmittel- und Einzelhandelsgeschäfte, Gepäckaufbewahrung und eine Tickethalle.
Es gibt 21 Abfahrtsbahnsteige, wobei das Gelände 13.000 m² umfasst. In den 12 Monaten bis März 2014 reisten 14 Millionen Passagiere mit 240.000 Fahrten vom und zum Bahnhof.
Eröffnet wurde die Victoria Coach Station an ihrem heutigen Standort im Jahr 1932 durch die London Coastal Coaches Limited, einer Vereinigung verschiedener privater Busunternehmen. In deren Auftrag errichtete das Architekturbüro Wallis, Gilbert and Partners ein markantes Gebäude im Art-déco-Stil. 1968 wurde der Busbahnhof zu einem Tochterunternehmen der staatlichen National Bus Company (NBC). Nach der Privatisierung der NBC im Jahr 1988 übernahm London Transport die Betriebsführung und gab diese 2000 an die Nachfolgeorganisation Transport for London weiter.
Busverbindungen werden betrieben von:
- Airport Bus Express
- Brigit's Afternoon Tea
- David Urquhart
- DB IC Bus
- Ecolines
- Evan Evans
- Eurolines
- Flixbus
- Interbus Kosice
- Megabus
- National Express
- OUIBUS
- Premium Tours
- Sindbad